# Polisportiva Giovanni XXIII 1980-1981
Questa voce raccoglie le informazioni riguardanti la Polisportiva Giovanni XXIII nelle competizioni ufficiali della stagione 1980-1981.

## Maglie e sponsor
| 1ª divisa |

## Rosa
| N° | Naz.              | Ruolo | Sportivo         |  |  |  |
| -- | ----------------- | ----- | ---------------- |  |  |  |
|    | Italia (bandiera) | E     | Angelo Beltempo  |  |  |  |
|    | Italia (bandiera) | E     | Antonio Cesana   |  |  |  |
|    | Italia (bandiera) | E     | Tiziano Facchini |  |  |  |
|    | Italia (bandiera) | P     | Formenti         |  |  |  |
|    | Italia (bandiera) | E     | Giorgio Franchi  |  |  |  |
|    | Italia (bandiera) | E     | Luigi Mariani    |  |  |  |
|    | Italia (bandiera) | E     | Luigi Molteni    |  |  |  |
|    | Italia (bandiera) | P     | Volpini          |  |  |  |